# Mercedes-Benz L 1500 S/A
Der Mercedes-Benz L 1500 ist ein leichter Lastkraftwagen, den Daimler-Benz während des Zweiten Weltkriegs für die deutsche Wehrmacht und in großem Umfang für die Feuerwehren baute.

## Varianten
Daimler-Benz AG fertigte den L 1500 von ca. 1941 bis 1944 rund 9000-mal. Diesen Typ gab es in zwei Varianten: das   Allradmodell L 1500 A und das hinterradgetriebene Modell L 1500 S. Mit rund 4900 Exemplaren ist der L 1500 A die meistgebaute Variante, die überwiegend als Mannschaftswagen für die Wehrmacht hergestellt wurde. Von den etwa 4100 L 1500 S wurden 3600 als leichtes Löschgruppenfahrzeug (siehe Bild rechts) aufgebaut. Erdmann & Rossi baute zwei Cabriolets auf L-1500-Fahrgestellen auf.

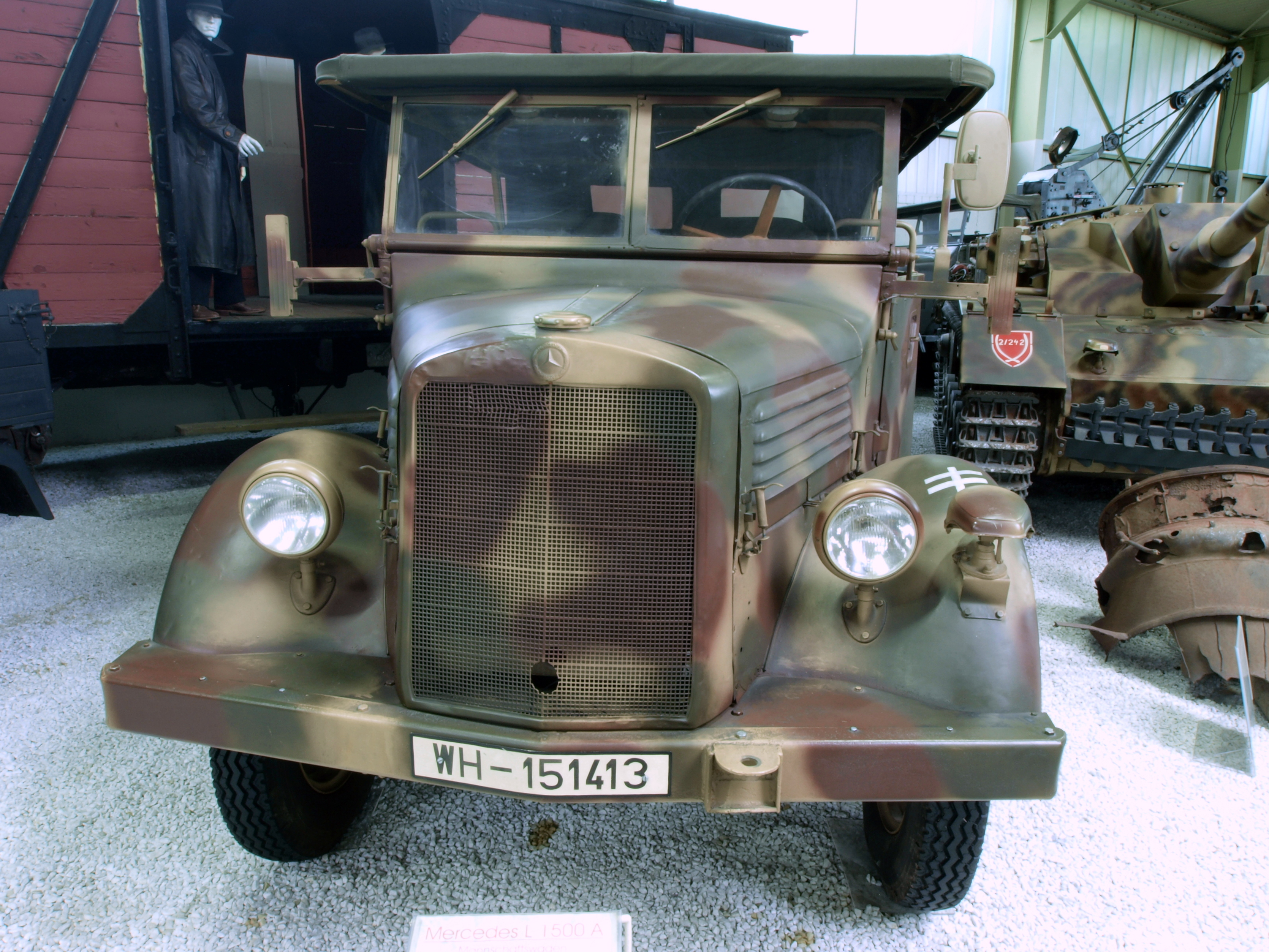
Mercedes L 1500 A Mannschaftswagen mit Allradantrieb
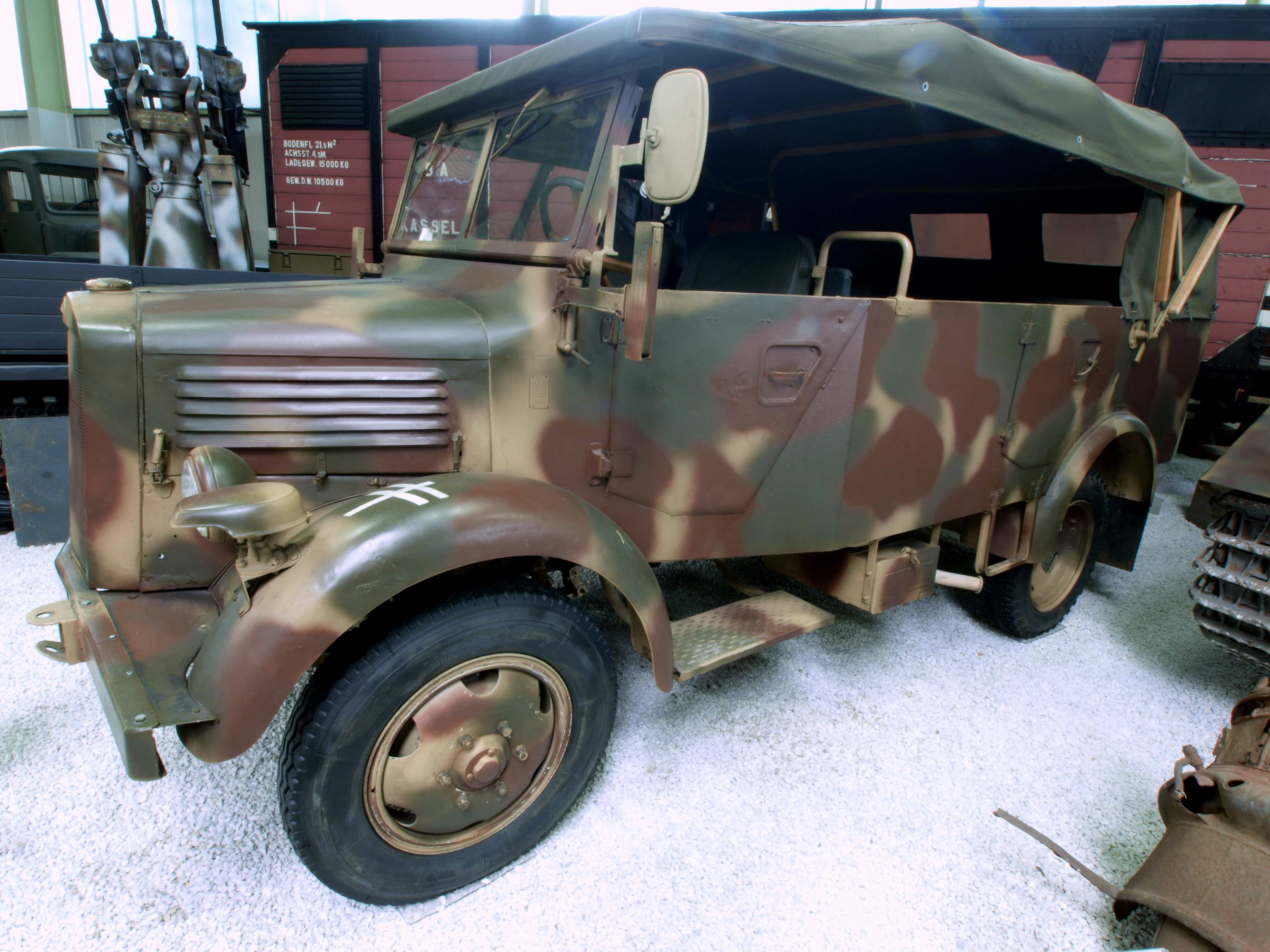
Mercedes L 1500 A Mannschaftswagen mit Allradantrieb
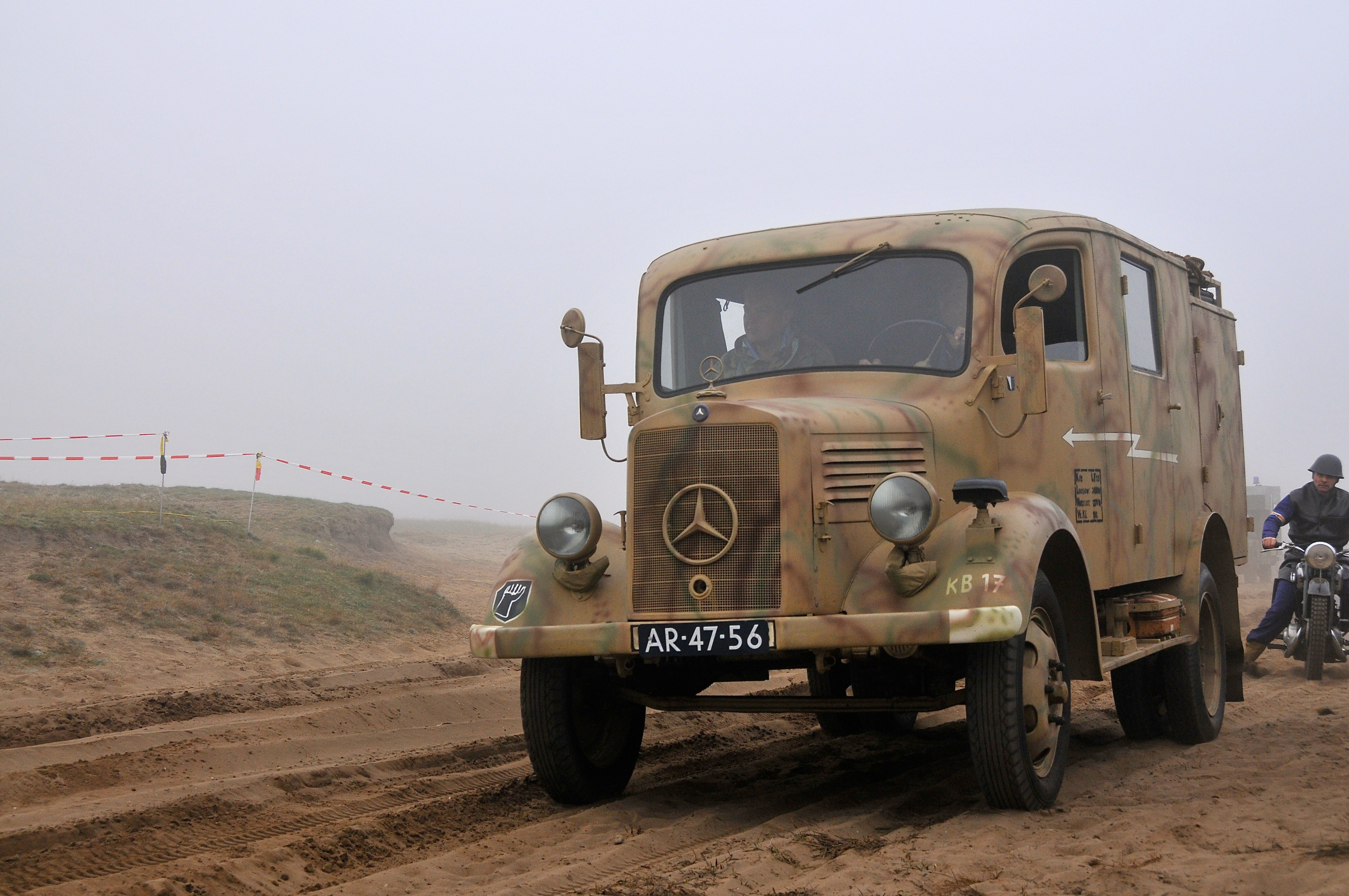
Mercedes L 1500 S Funkwagen mit Hinterradantrieb
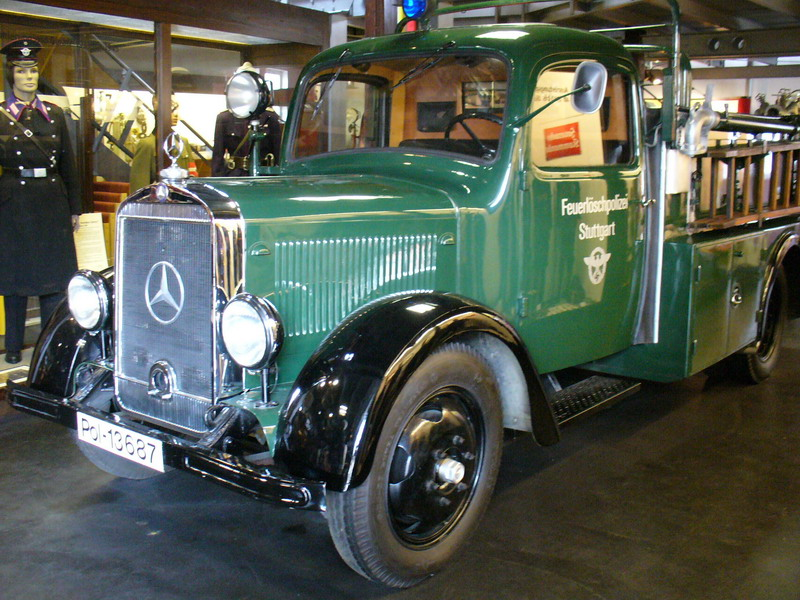
Mercedes L 1500 S Gerätewagen der Feuerlöschpolizei Stuttgart

## Technik

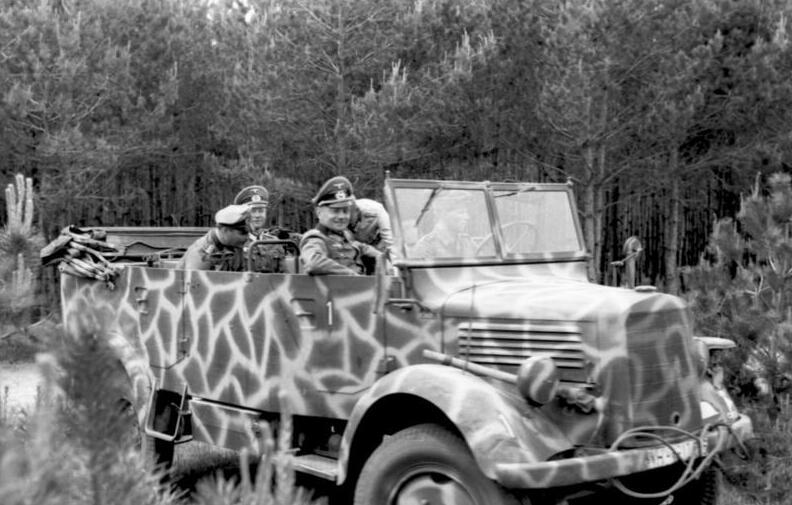
L 1500 A als Mannschaftswagen der Wehrmacht

Der L 1500 S ist ein zweiachsiger Lastkraftwagen. Er ist auf einem Leiterrahmen aufgebaut. Der Motor ist der R6-Ottomotor Mercedes-Benz M 159 mit Vergaser, der 60 PS (44 kW) aus 2,6 l Hubraum leistet. Die Kraft wird über ein manuell zu schaltendes Vierganggetriebe übertragen. Die Räder mit Reifen der Größe 190–20 haben Trommelbremsen. Der L 1500 A mit Allradantrieb unterscheidet sich vom L 1500 S durch eine angetriebene Vorderachse, ein Verteilergetriebe mit Geländeuntersetzung, eine größere Bodenfreiheit und breitere Reifen. Die Nutzlast wurde um 180 kg gesteigert.

## Technische Daten
| Kenngrößen            | L 1500 A                         |
| --------------------- | -------------------------------- |
| Motor                 | Ottomotor M 159                  |
| Hubraum               | 2594 cm3                         |
| Leistung              | 60 PS (44 kW) bei 3000 min−1     |
| Masse                 | 2390 kg                          |
| Zulässige Gesamtmasse | 4080 kg                          |
| Länge                 | 4930 mm                          |
| Breite                | 2050 mm                          |
| Höhe                  | 2225 mm                          |
| Radstand              | 3000 mm                          |
| Spurweite             | 1575 mm 1633 mm                  |
| Kraftstofftank        | 70 l                             |
| Reichweite            | Straße: 370 km Gelände: 230 km   |
| Höchstgeschwindigkeit | Straße: 84 km/h Gelände: 60 km/h |
| Besatzung             | 2+7                              |